# شیراهاما، واکایاما

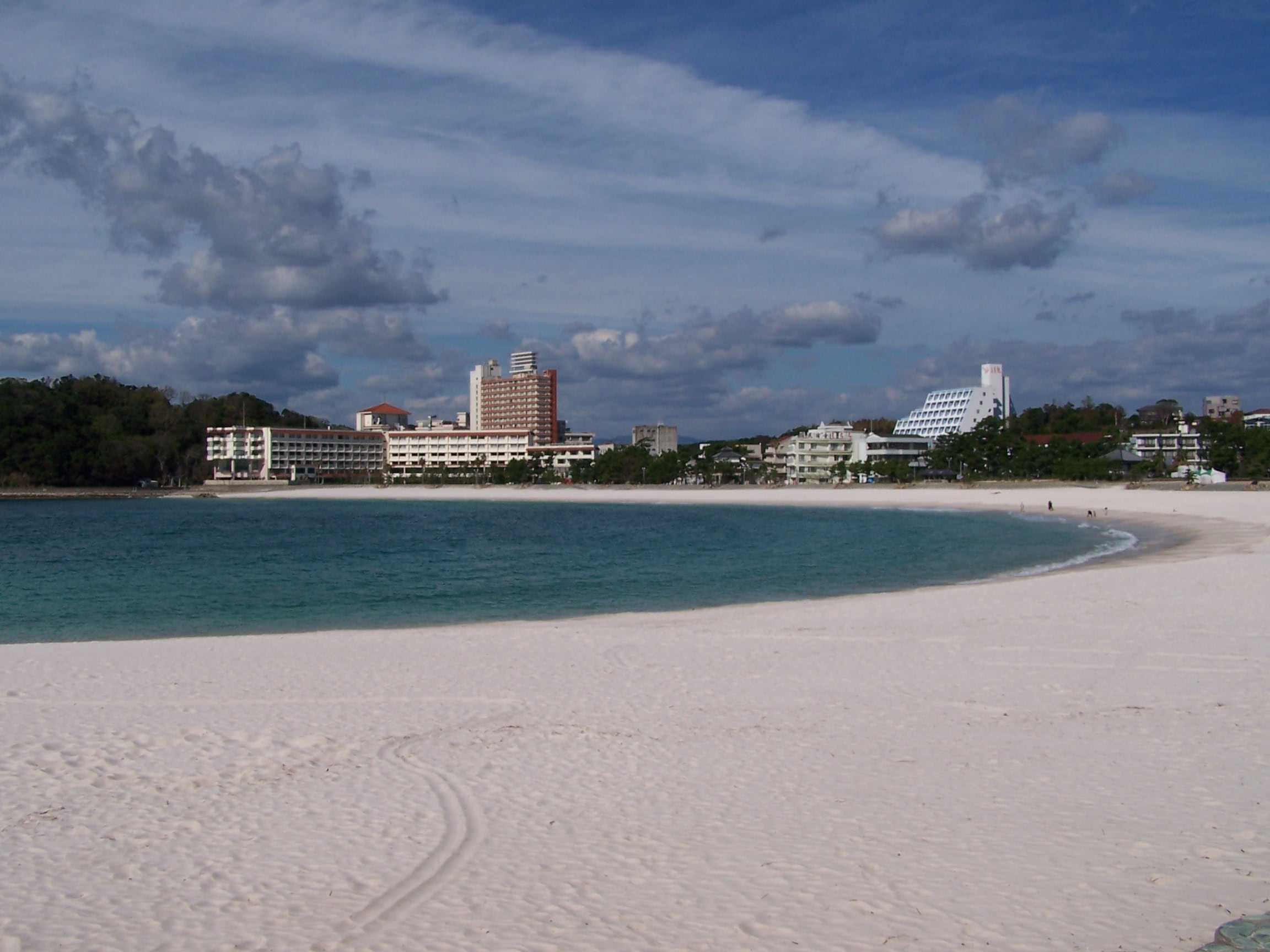
دریاکنار شیراهاما با شن‌های سفید وارداتی.

شیراهاما (به ژاپنی: 白浜町) شهری است در استان واکایاما ژاپن.
این شهر ساحلی در شهرستان نیشیمورو واقع شده و در سال ۲۰۰۲ جمعیت آن برابر با ۲۳٬۱۸۰ نفر بود. تراکم جمعیت این شهر ۱۱۵ نفر در کیلومتر مربع و مساحت آن ۲۰۱٫۰۴ کیلومتر مربع است.
شهر شیراهاما شهر تفریحی کرانه‌ای استان واکایامااست. دریاکنار این شهر از شن‌های سفید تشکیل شده که از استرالیا آورده شده‌است.
این شهر هم‌چنین به خاطر چشمه‌های آب گرم خود مشهور است.
در شب‌های تابستان (ژوئیه تا اوت) هر شب در کنار دریای شیراهاما آتش‌بازی جریان دارد.
فاصلهٔ شیراهاما تا شهر اوساکا با قطار مدل پیکان اقیانوس خط آهن غرب ژاپن دو ساعت و نیم است. پروازهای فرودگاه نانکی-شیراهاما به فرودگاه بین‌المللی توکیو (هانِدا) نیز روزانه برقرار است.

## نگارخانه

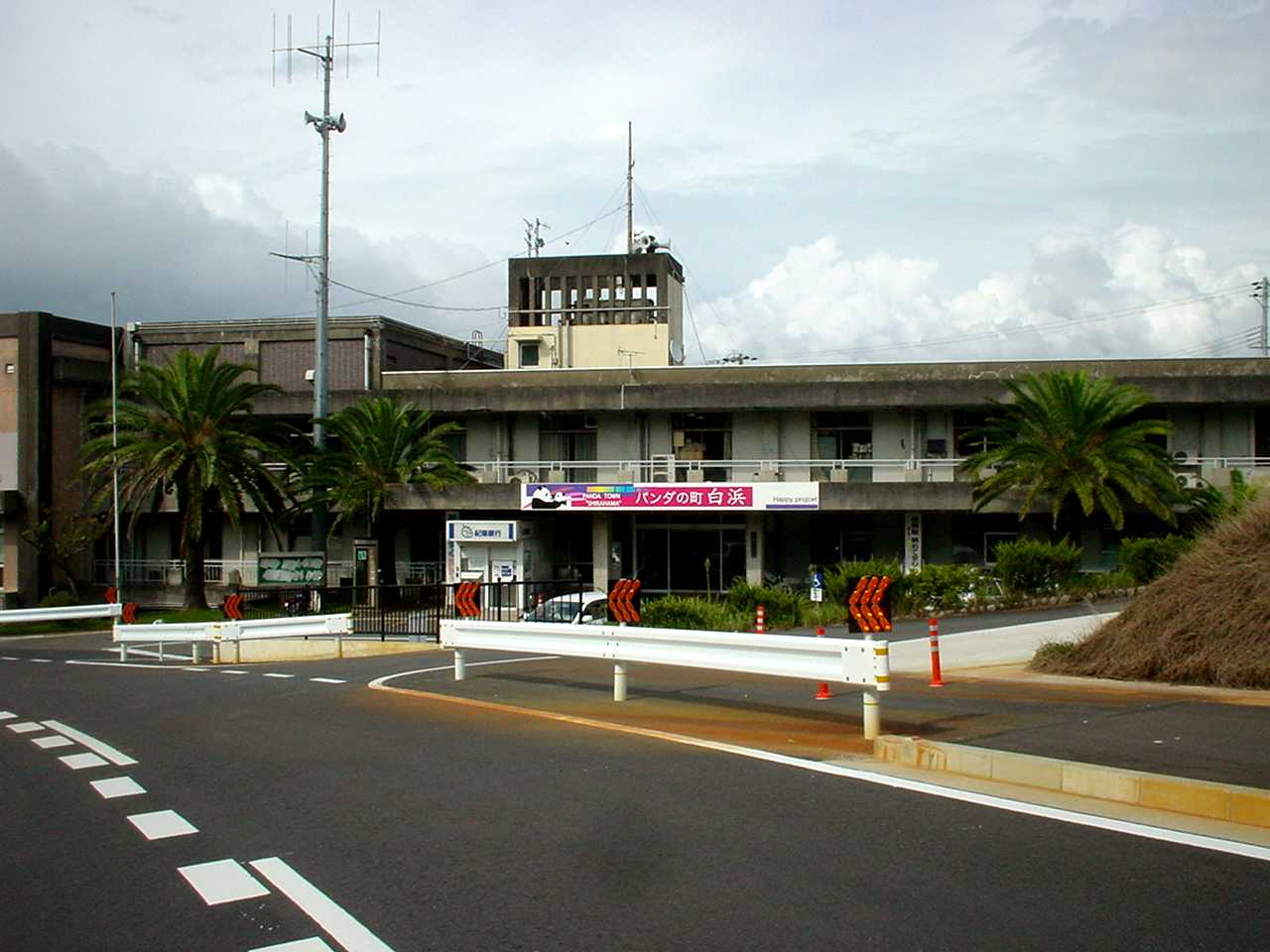
فرودگاه شیراهاما
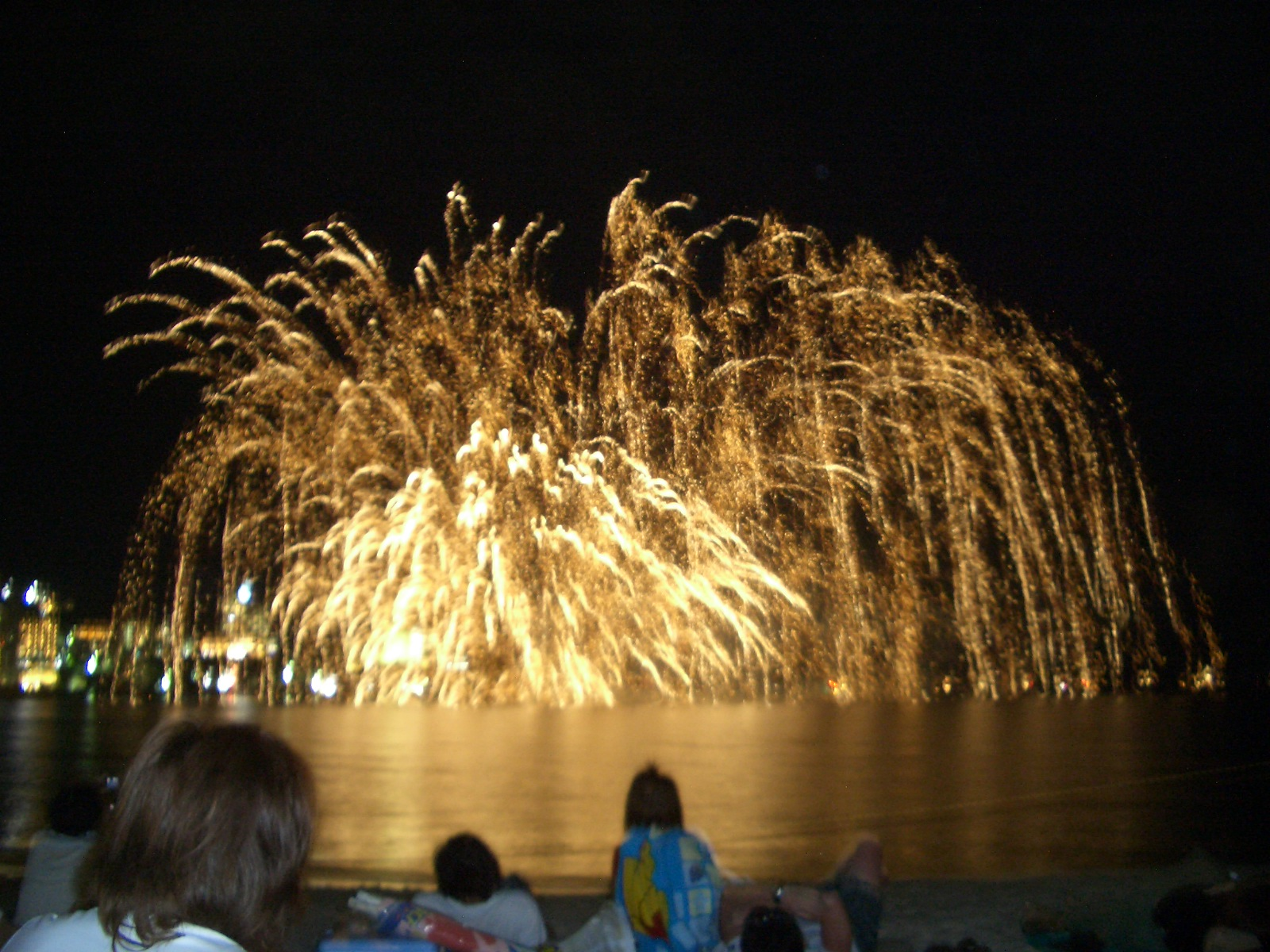
آتش‌بازی تابستانهٔ شیراهاما
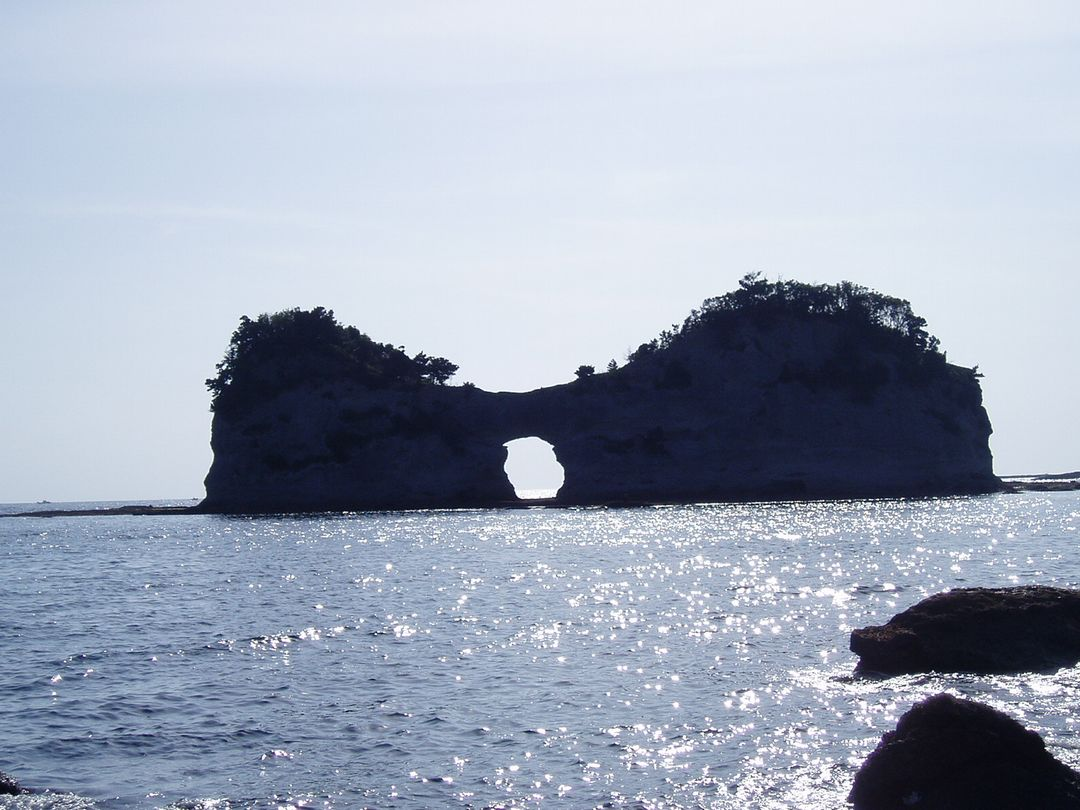
جزیرهٔ اِنگِتسو
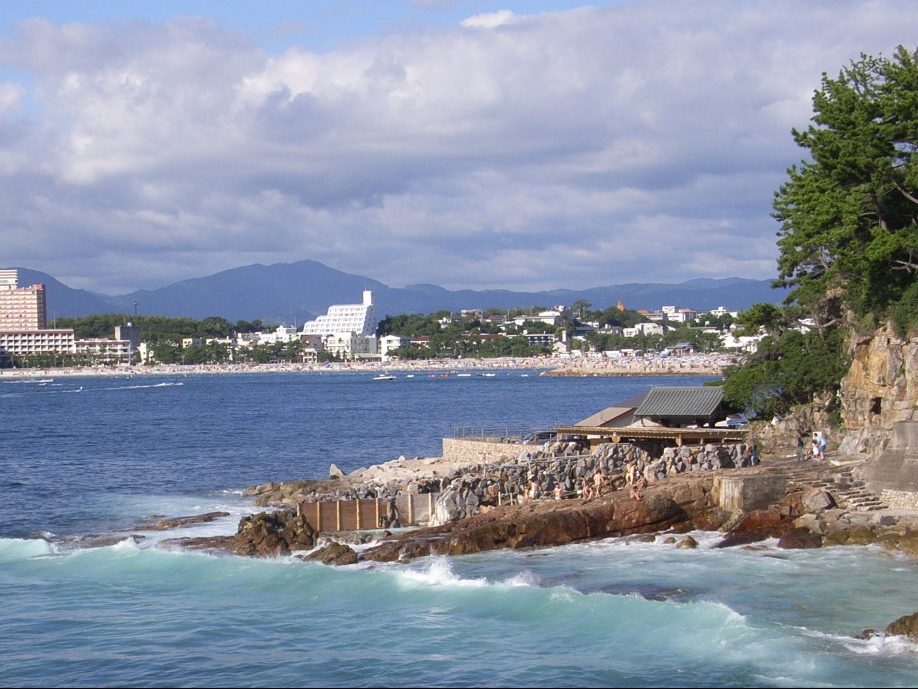
گرمابهٔ صخره‌ای شیراهاما.